# Gustav Sprick
Gustav Micky Sprick, nemški častnik, vojaški pilot in letalski as, * 29. november 1917, Biemsen, padel v boju 28. junij 1941.

## Življenjepis
Gustav Sprick se je rodil 29. novembra 1917 v Biemsnu v nemški zvezni deželi Vestfalija. K JG 26 je bil dodeljen 23. septembra 1939, in sicer v 8./JG 26. Leta 1940 je napredoval v poročnika in prvo zračno zmago dosegel 10. maja 1940, ko je v bližini Brede sestrelil nizozemski dvomotorni bombnik Fokker T-5. Med francosko kampanjo je Sprick postal letalski as z devetimi sestreljenimi letali, kljub temu pa je bil 14. junija sestreljen v bližini Evreuxa. V dvoboju z britanskimi lovci Hawker Hurricane je sestrelil enega od njih, nato pa ga je eden od sovražnikov zadel in njegovo letalo tako poškodoval, da je moral Sprick zasilno pristati. Pri tem se ni poškodoval in je lahko takoj nadaljeval z letenjem z nadomestnim letalom. 
8. avgusta 1940 je, takrat že nadporočnik Sprick prevzel poveljstvo nad 8./JG 26 in med bitko za Britanijo dosegel novih 11 zračnih zmag. Za svojih 20 zmag je bil 1. oktobra 1940 je bil odlikovan z Viteškim križem. Do konca leta je nato zabeležil še štiri zmage, svojo 30. pa je dosegel 22. junija 1941. 
28. junija 1941 je s svojo enoto poletel, da bi prestregel britansko enoto British Circus No. 26, ki je imela nalogo bombardirati električno postajo v Cominesu. Lovci 8./JG 26 so bili v napadu napadeni iz oblakov in so se zapletli v individualne spopade z britanskimi Spitfiri. Sprick je v enem od dvobojev naredil oster odsekani S zavoj, pri čemer se je njegov Messerschmitt Bf 109 F-2 (W. Nr. 5743) zrušil na zemljo in ga ubil.
Micky Sprick je v 192 bojnih nalogah dosegel 31 zračnih zmag, vse od njih nad zahodnim bojiščem. 

## Odlikovanja
- Viteški križ železnega križca (1. oktober 1940)